# Leokadia Pośpiechowa
Leokadia Pośpiechowa (ur. 12 kwietnia 1922 r. w Tomaszowie Mazowieckim; zm. 19 marca 2012 r. w Opolu) – polska filolog, specjalizująca się w literaturze polskiej okresu XIX i XX wieku; nauczycielka akademicka związana z Uniwersytetem Łódzkim i Wyższą Szkołą Pedagogiczną w Opolu.

## Życiorys
Urodziła się w 1922 roku w Tomaszowie Mazowieckim, gdzie ukończyła szkołę podstawową oraz I Liceum Ogólnokształcące. Niedługo no wybuchu II wojny światowej została wywieziona przez Niemców do obozu pracy przymusowej w Westfalii. Po zakończeniu działań wojennych powróciła do rodzinnego miasta, kończąc Liceum Humanistyczne w którym zdała także egzamin dojrzałości. Następnie podjęła studia polonistyczne na Uniwersytecie Łódzkim, kończąc je w 1950 roku dyplomem magistra filologii polskiej na podstawie rozprawy pt. Metodyka historii literatury Piotra Chmielowskiego w związku z pozytywistycznym pojmowaniem historii literatury. 
Bezpośrednio potem znalazła zatrudnienie na swojej macierzystej uczelni jako asystentka. W 1955 roku przeprowadziła się do Opola, podejmując pracę w Katedrze Literatury Polskiej nowo powstałej Wyższej Szkoły Pedagogicznej. W 1966 roku uzyskała stopień naukowy doktor nauk humanistycznych, a wraz z nim awans na stanowisko adiunkta. W 1975 roku Rada Wydziału Filologicznego Uniwersytetu Warszawskiego nadała jej stopień naukowy doktora habilitowanego nauk humanistycznych w zakresie literatury na podstawie rozprawy pt. Twórczość literacka Włodzimierza Tetmajera. W 1981 roku powierzono jej stanowisko kierownika Zakładu Literatury XIX i XX wieku w Instytucie Filologii Polskiej opolskiej uczelni pedagogicznej. Zajmowała je do 1992 roku, kiedy to przeszła na emeryturę. Mimo to do 2000 roku prowadziła tam zajęcia zlecone.
Czynnie uczestniczyła w życiu naukowym środowiska, szczególnie w działalności Opolskiego Towarzystwa Przyjaciół Nauk, Instytutu Śląskiego oraz Opolskiego Oddziału ZLP. Zmarła w 2012 roku w Opolu.

## Dorobek naukowy i odznaczenia
Zainteresowania naukowe Leokadii Pośpiechowej koncentrowały się głównie wokół literatury polskiej okresu Młodej Polski. Jest autorką dwu monografii, kilku prac o życiu literackim Opola oraz kilkudziesięciu rozpraw i artykułów o literaturze Młodej Polski. Do jej najważniejszych publikacji należą:
- Dramaty Leopolda Staffa, Opole 1966.
- Przywiarki czyli Przesądy i zabobony ludu polskiego na Górnym Śląsku, Opole 1967.
- Twórczość literacka Włodzimierza Tetmajera, Wrocław 1974.
- Pisarze Opolszczyzny, Opole 1975.

Za swoje zasługi naukowe i dydaktyczne wielokrotnie była odznaczana, m.in. Odznaką Zasłużonego Opolszczyźnie, Medalem Komisji Edukacji Narodowej oraz Krzyżem Kawalerskim Orderu Odrodzenia Polski.